# Eija Ahvo
Eija Helena Ahvo, född 31 januari 1951 i Kuopio, är en finsk skådespelare och sångerska. Hon bor i Veikkola i Kyrkslätt. Hon är en röstskådespelare i många animerade serier. Ahvo har medverkat i tv-serier, och hon har spelat in låtar som Armaan läheisyys, Oon elänyt tän ennenkin och Lasinen vuori. Hon samarbetade med Susanna Haavisto och Heikki Kinnunen; hennes barn Joonas och Venla Saartamo är skådespelare som hon, och hon spelade på Helsingfors stadsteater.